# Radara anartoides
Radara anartoides är en fjärilsart som beskrevs av Walker 1865. Radara anartoides ingår i släktet Radara och familjen nattflyn. Inga underarter finns listade.